# Les Ventes-de-Bourse
Les Ventes-de-Bourse és un municipi francès situat al departament de l'Orne i a la regió de Normandia. L'any 2007 tenia 146 habitants.

## Demografia

### Població
El 2007 la població de fet de Les Ventes-de-Bourse era de 146 persones. Hi havia 52 famílies de les quals 8 eren unipersonals (4 homes vivint sols i 4 dones vivint soles), 20 parelles sense fills i 24 parelles amb fills.
La població ha evolucionat segons el següent gràfic:
Habitants censats

### Habitatges
El 2007 hi havia 75 habitatges, 58 eren l'habitatge principal de la família, 10 eren segones residències i 6 estaven desocupats. 72 eren cases i 1 era un apartament. Dels 58 habitatges principals, 47 estaven ocupats pels seus propietaris i 11 estaven llogats i ocupats pels llogaters; 1 tenia dues cambres, 11 en tenien tres, 18 en tenien quatre i 29 en tenien cinc o més. 17 habitatges disposaven pel capbaix d'una plaça de pàrquing. A 22 habitatges hi havia un automòbil i a 35 n'hi havia dos o més.

### Piràmide de població
La piràmide de població per edats i sexe el 2009 era:
| Homes | Edats   | Dones |
| ----- | ------- | ----- |
| 0     | 95 o +  | 0     |
| 0     | 90 a 94 | 0     |
| 0     | 85 a 89 | 0     |
| 4     | 80 a 84 | 0     |
| 0     | 75 a 79 | 12    |
| 4     | 70 a 74 | 0     |
| 0     | 65 a 69 | 4     |
| 4     | 60 a 64 | 0     |
| 4     | 55 a 59 | 4     |
| 12    | 50 a 54 | 12    |
| 4     | 45 a 49 | 0     |
| 0     | 40 a 44 | 12    |
| 4     | 35 a 39 | 4     |
| 12    | 30 a 34 | 0     |
| 0     | 25 a 29 | 0     |
| 8     | 20 a 24 | 12    |
| 8     | 15 a 19 | 4     |
| 0     | 10 a 14 | 0     |
| 0     | 5 a 9   | 4     |
| 4     | 0 a 4   | 0     |

## Economia
El 2007 la població en edat de treballar era de 99 persones, 77 eren actives i 22 eren inactives. De les 77 persones actives 73 estaven ocupades (40 homes i 33 dones) i 4 estaven aturades (2 homes i 2 dones). De les 22 persones inactives 10 estaven jubilades, 5 estaven estudiant i 7 estaven classificades com a «altres inactius».

### Ingressos
El 2009 a Les Ventes-de-Bourse hi havia 60 unitats fiscals que integraven 152 persones, la mediana anual d'ingressos fiscals per persona era de 17.562 €.

### Activitats econòmiques
Dels 2 establiments que hi havia el 2007, 1 era d'una empresa immobiliària i 1 d'una empresa de serveis.
L'any 2000 a Les Ventes-de-Bourse hi havia 18 explotacions agrícoles que ocupaven un total de 1.100 hectàrees.

## Poblacions més properes
El següent diagrama mostra les poblacions més properes.